# Parfait (ijs)

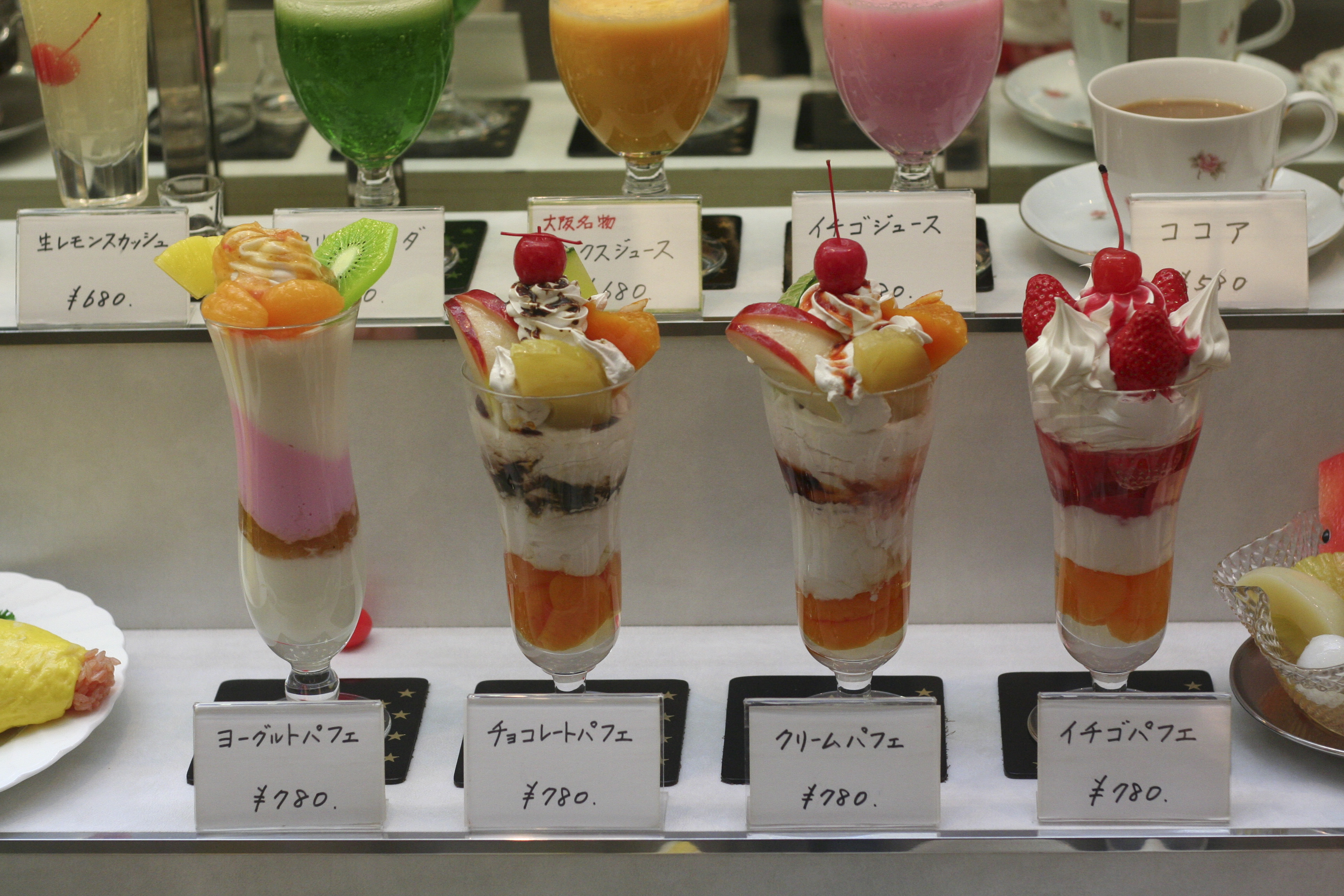
Parfaits in Japan

Parfait - ook wel stilstaand bevroren ijs genoemd - is een ijssoort die zonder machine gemaakt kan worden. Parfait is een luchtig mengsel van eidooier, room, suiker en eventueel gelatine om beter de vorm te houden op hogere temperaturen. Het kan in verschillende smaken bereid worden. Ook wordt er soms alcohol toegevoegd.
Parfait wordt bevroren zonder te roeren. Hoe lager de temperatuur van de diepvriezer is, des te beter het ijs wordt. Het beste is als de temperatuur tussen -20 en -30 graden Celsius ligt. Als men de parfait te langzaam invriest worden ijskristallen gevormd.